# Okręg wyborczy Clitheroe
Okręg wyborczy Clitheroe powstał w 1559 r. i wysyłał do angielskiej, a następnie brytyjskiej, Izby Gmin dwóch deputowanych. Od 1832 r. był to okręg jednomandatowy. Położony był w hrabstwie Lancashire. Został zlikwidowany w 1983 r.

## Deputowani do brytyjskiej Izby Gmin z okręgu Clitheroe

### Deputowani w latach 1660–1832
- 1660–1662: Ralph Assheton
- 1660–1660: William White
- 1660–1661: William Hulton
- 1661–1679: John Heath
- 1662–1675: Ambrose Pudsay
- 1675–1685: Thomas Stringer
- 1679–1680: Ralph Assheton
- 1680–1685: Henry Marsden
- 1685–1689: James Stanley, lord Strange
- 1685–1689: Edmund Assheton
- 1689–1693: Anthony Parker
- 1689–1690: Christopher Wilkinson
- 1690–1695: Roger Kenyon
- 1693–1695: Fitton Gerard
- 1695–1701: Christopher Lister
- 1695–1698: Ambrose Pudsay
- 1698–1707: Thomas Stringer
- 1701–1705: Ambrose Pudsay
- 1705–1713: Edward Harvey
- 1707–1708: Daniel Harvey
- 1708–1713: Christopher Parker
- 1713–1745: Thomas Lister I
- 1713–1715: Charles Zedenno Stanley
- 1715–1722: Edward Harvey
- 1722–1727: Nathaniel Curzon
- 1727–1734: John Monckton, 1. wicehrabia Galway
- 1734–1747: William Curzon
- 1745–1761: Thomas Lister II
- 1747–1754: Nathaniel Curzon
- 1754–1780: Assheton Curzon
- 1761–1773: Nathaniel Lister
- 1773–1790: Thomas Lister III
- 1780–1782: John Parker
- 1782–1790: John Lee, torysi
- 1790–1796: John Aubrey
- 1790–1792: Penn Assheton Curzon
- 1792–1794: Assheton Curzon
- 1794–1796: Richard Erle Drax Grosvenor
- 1796–1802: Edward Bentinck
- 1796–1832: Robert Curzon
- 1802–1808: John Cust, torysi
- 1808–1812: James Gordon
- 1812–1812: Robert Stewart, wicehrabia Castlereagh, torysi
- 1812–1818: Edward Bootle-Wilbraham
- 1818–1822: William Cust
- 1822–1826: Henry Porcher
- 1826–1832: Peregrine Francis Cust

### Deputowani w latach 1832-1983
- 1832–1841: John Fort, wigowie
- 1841–1842: Matthew Wilson, wigowie
- 1842–1847: Edward Cardwell, Partia Konserwatywna
- 1847–1853: Matthew Wilson, wigowie
- 1853–1853: John Aspinall, Partia Konserwatywna
- 1853–1857: Nicholas Starkie, wigowie
- 1857–1865: John Hopwood, Partia Liberalna
- 1865–1868: Richard Fort, Partia Liberalna
- 1868–1880: Ralph Cokayne Assheton, Partia Konserwatywna
- 1880–1885: Richard Fort, Partia Liberalna
- 1885–1902: Ugtred Kay-Shuttleworth, Partia Liberalna
- 1902–1910: David Shackleton, Partia Pracy
- 1910–1918: Albert Smith, Partia Pracy
- 1918–1922: Alfred Davies, Partia Pracy
- 1922–1945: William Brass, Partia Konserwatywna
- 1945–1950: Harry Randall, Partia Pracy
- 1950–1959: Richard Fort, Partia Konserwatywna
- 1959–1970: Francis Pearson, Partia Konserwatywna
- 1970–1979: David Walder, Partia Konserwatywna
- 1979–1983: David Waddington, Partia Konserwatywna